# Zaporojié (kraï du Kamtchatka)
Pour les articles homonymes, voir Zaporijjia (homonymie).
Zaporojié (en russe : Запоро́жье, Zaporóžʹje, /zəpɐˈroʐje/, en ukrainien : Запоріжжя), est un village du kraï du Kamchatka en Russie. Se trouvant dans le raïon d'Oust-Bolcheretsk, il se situe dans le sud-ouest du territoire. Il forme totalement la municipalité du même nom, et sa population s'élevait à 650 habitants en 2023. Vivant de la pêche, il fut fondé en 1907 sous l'impulsion d'une entreprise de pêche par des cosaques venant du sud de l'Ukraine, d'où le nom.

## Géographie

### Situation administrative
Le village de Zaporojié se trouve dans le  kraï du Kamchatka, un sujet extrême-oriental de la Russie. Il fait partie du district fédéral extrême-oriental, se trouvant à 2 064 km au nord-ouest de Vladivostok, la capitale du district. Zaporojié se situe aussi à 6 835 km à l'est de Moscou, ainsi qu'à 224 km au sud-est de Petropavlovsk-Kamtchatski, la capitale de son sujet. Le centre administratif du raïon, Oust-Bolcheretsk, se situe lui à 147 km au nord de Zaporojié.
Zaporojié est l'une des neuf localités du raïon d'Oust-Bolcheretesk, un raïon du sud-ouest du kraï. Le village forme en totalité une municipalité ; la municipalité rurale de Zaporojié.
|            |           |         |
|            | Zaporojié | Choumni |
| Ozernovski |           |         |

### Situation géographique

Carte OSM des villages de Zaporojié (en haut à droite) et d'Ozernovski dans le kraï du Kamtchatka

Le village de Zaporojié se trouve dans le sud du Kamtchatka, une grande péninsule volcanique de l'Extrême-Orient russe. Le village est bordé par des montagnes peu élevées au nord et à l'est. Au nord du village se trouve le Makouchka, avec une altitude de 228 m. Mais les hauts sommets ne se situent pas non plus très loin ; à 21 km au sud-est se trouve le volcan Kochelev (en), haut de 1 822 m.
Zaporojié se trouve dans une petite plaine fluviale, de la rivière Oziornaïa, qui prend sa source dans le lac Kourile. Son embouchure est à moins de deux kilomètres à l'est, dans le mer d'Okhotsk. Quelques petites îles se trouvent dans le fleuve, qui forme d'ailleurs un petit lac juste avant son embouchure.  Il se trouve sur la rive nord de l'Oziornaïa, et de l'autre côté au sud-ouest se trouve le village d'Ozernovski. Un ruisseau, le Zmeïka, traverse le village pour se jeter dans l'Oziornaïa. 
À huit kilomètres à l'est se trouve le village de Choumni, à treize kilomètres à l'est celui de Tepli, et à vingt kilomètres à l'est le village de Paoujetka.
La superficie du village est de 27,6 km2.

### Climat
Le climat de Zaporojié est influencé par sa position géographique sur le littoral de la mer d'Okhotsk. La température annuelle moyenne n'est que de 1,4 °C, avec une température maximale absolue de 26 °C en août. Les vents sont présents toute l'année, avec une vitesse moyenne de 23 km/h, et un maximal absolu en janvier et septembre de 184 km/h. Les précipitations annuelles sont de 818 mm, l'humidité moyenne annuelle de 84 %.
L'hiver est doux, durant de novembre aux dix premiers jours d'avril. La mer adoucit le climat, avec des températures moyennes ne descendant pas sous les −7 °C. Les vents sont forts, tout comme les tempêtes de neige. Le nombre d'heures de blizzards par an est supérieur à 650 heures.
Le printemps est la période la plus ensoleillée, où les températures dépassent 0 °C début mai et 5 °C à la mi-juin. Les précipitations sont les plus faibles, avec en moyenne 50 mm par mois.
L'été n'en est pas vraiment un, avec des températures moyennes jamais au-dessus de 10 °C, même en août. Les brouillards sont fréquents, et les précipitations varient de 60 à 80 mm/mois.
L'automne est nuageux, pluvieux et venteux, même s'il les températures sont toujours au-dessus de 5 °C jusqu'à la mi-octobre et au-dessus de 0 °C jusqu'à la mi-novembre.

## Histoire

### Empire russe

#### Contexte
En 1897, les pêcheurs Japonais ont pur la première fois pêchaient au large du Kamtchatka, découvrant alors les richesses halieutiques de ses littoraux, dont de la mer d'Okhotsk. Les côtes n'étant pas gardé la Russie, les bateaux de pêcheurs étaient nombreux dans ses eaux. En 1903, un bateau russe nota même qu'après avoir passé chaque cap, il y avait un bateau japonais, en venant à dire que le Kamtchatka était en état de siège.
En 1903, les dirigeants locaux commencent à s'inquiéter du problème, demandant à l'armée de prendre des mesures. Déjà à l'été 1903, un bateau russe arrêta douze bateaux japonais, et les amenna à Vladivostok. 
En avril 1904, la nouvelle parvient à Petropavlovsk-Kamtchatski, après plus de deux mois, du déclenchement de la guerre russo-japonaise. Les dirigeants locaux décidèrent de prendre des mesures radicales afin d'expulser les navires japonaises.
Le 6 mai, quatre bateaux japonais se sont approchés, de l'embouchure de l'Oziornaïa, et 150 Japonais ont débarqué. Les habitants des villages de la zone avertirent le chef du Kamtchatka et se réfugièrent dans les montagnes.
Le 16 juillet, une escouade venant de Petropavlovsk, composé de 88 hommes arrivèrent et vainquirent les Japonais, en en tuant 32 et en forçant les autres à la retraites.

#### Apparition du village
Jusqu'en 1907, le lieu où a eu lieu la bataille, à l'embouchure de l'Oziornaïa, était inhabité. Mais en 1907, la Pacific Marine Fisheries, une entreprise de pêche de la région, demande à son représentant à Harbin, Ivan Afanassievitch Potoujni, de sélectionner des personnes pour pêcher à l'embouchure de la rivière Oziornaïa pour la saison de pêche 1907. 
En effet, cette rivière était très riche en poisson, car sa source, le lac Kourile, est une énorme frayère à saumon, dont les saumons rouges, et donc une manne financière.
Ainsi, au début 1907, Ivan Potoujni appela ses parents et amis ou connaissances à Vladivostok et en Ukraine pour qu'ils viennent travailler. Vers le début mai, trois bateaux, les Roman, Evguenia et Fedya partirent de Vladivostok vers le Kamtchatka. Ils arrivèrent à l'embouchure du fleuve Bolchaïa, puis arrivèrent vers la fin mai à l'emplacement de Zaporojié.
La date de fondation est le 25 mai 1907, même si la date n'apparaît pas dans aucune source matérielle de l'année. La date a été établie par le travail d'historiens locaux à la fin du XXe siècle, en interrogeant les anciens, mais aussi par des documents des années 1930 citant des dates entre fin mai et début juin. Selon un historien local, la date de l'arrivée n'a pu être faite qu'entre le 20 mai 1907 et le 10 juin, à cause de la météo locale qui aurait rendu impossible l'arrivée plutôt. Ainsi, le 25 mai 1907 est la date conventionnelle de l'établissement du village.

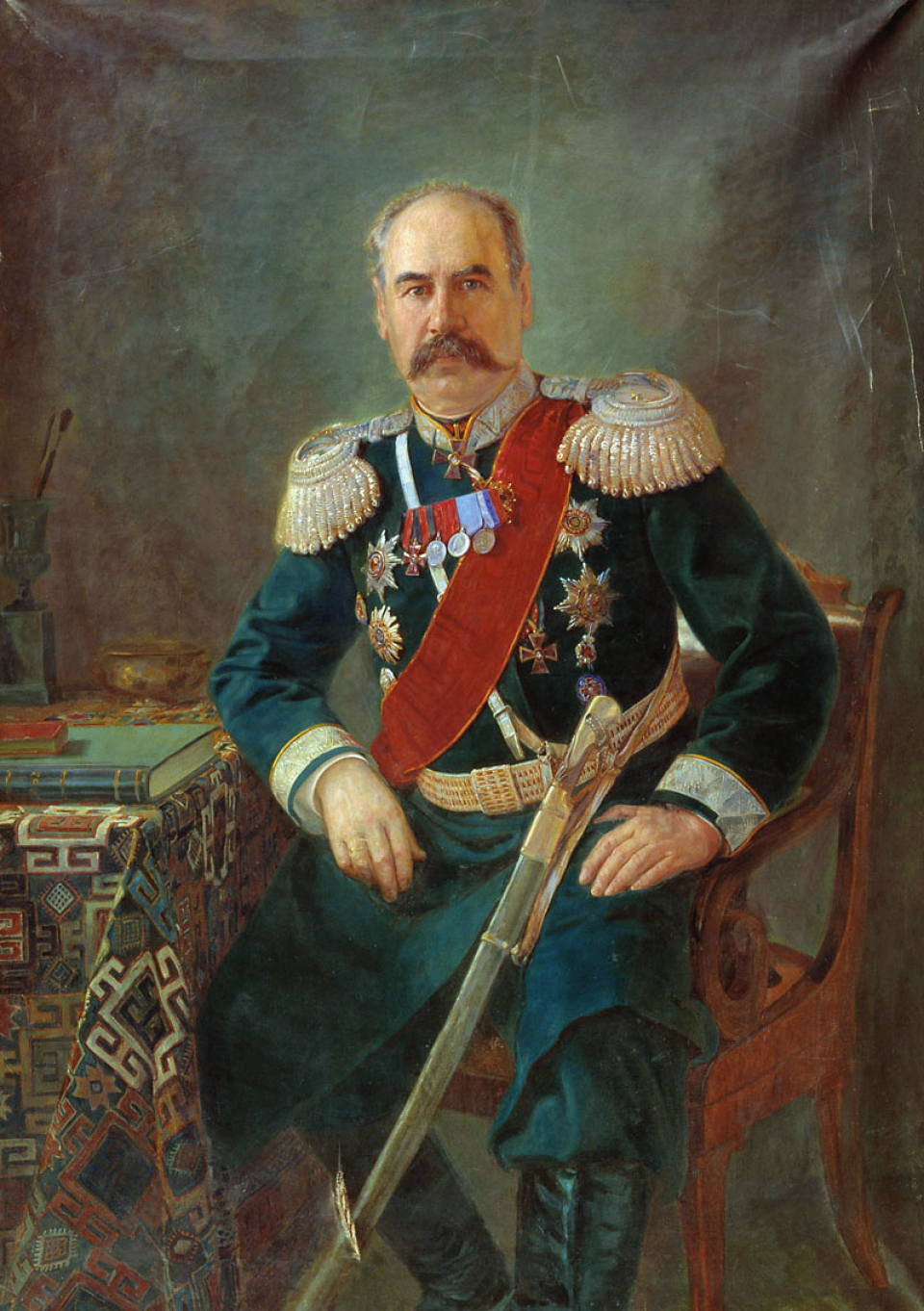
Le gouverneur Paul Ounterberguer.

16 personnes créèrent le village, dont Alexei Iossifovitch Charaïev, qui décida du lieu. Il serait né en 1889 à Kazatskoïe, dans le raïon de Beryslav, dans le gouvernement de Kherson. L'endroit du village était idéal, car le petit lac avant l'embouchure permettait de protéger les bateaux, et la petite plaine était le meilleur emplacement pour les habitations. Le premier hiver fut compliqué, car le bateau censé les ravitailler n'arriva jamais, et la trace d'Ivan Potoujni n'a jamais été trouvé, alors qu'il aurait dû les ravitailler. Mais ils ont survécu, avec de la viande d'Ours, et au printemps 1908, certains allèrent chercher du ravitaillement à pied à Oust-Bolcheretsk. Grâce à la politique russe d'alors, les arrivants purent devenir propriétaire des terres gratuitement, afin de lutter contre les Japonais. Sur les 16 premiers, 15 venaient d'Ukraine, plus précisément de villages du gouvernement de Kherson, comme ceux de Kozatske, Kamenka, Burhunka (en), Tiahynka (en) ou de Beryslav.
Au début, le village n'avait pas de noms, puis en 1909, le village fut nommé Ounterberguerovo (aussi appelé Ounterberguer ou Ounterberguerovka), d'après Paul Simon Ounterberguer (en), gouverneur général de l'oblast de l'Amour de 1905 à 1910. 
En 1910, un bateau à vapeur apporta des matériaux de construction afin que les premiers logements puissent être construits. L'agriculture apparu aussi, dans les zones abritées du vent. Neuf maisons furent construites, chacune pour deux familles. 
Entre 1910 et 1911, le deuxième groupe d'arrivants, venants aussi d'Ukraine, arrivèrent, qui étaient des membres de familles déjà partiellement arrivées. 
Les premières années, en été, les habitants pêchaient, recevant en contrepartie de la nourriture et d'autres biens de l'entreprise, et en hiver ils chassaient. En 1914, il y avait 13 maisons et 22 familles.

### Période soviétique
Avec l'avènement du pouvoir soviétique, le général Outberguer, qui avait combattu aux côtés des blancs, n'était plus apprécié. En avril 1918, selon un ancien dont ses dires furent récupérées, il y e eu un rassemblement pour que le village s'appelle Zaporojié, en l'honneur de la ville ukrainienne. Cette décision fut envoyée à l'administration du raïon d'après lui, mais il n'y a aucune preuve. Les premiers documents officiels attestant le nom du village comme Zaporojié datent de 1923.
Dès 1923, d'autres maisons furent construites dans le début des années 1920, permettant à chaque famille d'avoir sa maison. Des soldats démobilisés de l'Armée rouge arrivèrent de Nikolaïevsk-sur-l'Amour, agrandissant encore un peu plus la population. Ces soldats se marièrent avec la population locale. D'autres membres de familles venant d'Ukraine sont aussi arrivés. 
En 1925, il y avait trois entreprises de pêche dans le village, et en 1928, le premier magasin vit le jour. En plus des poissons, il était pêché des otaries, des lions de mer, et ils ramassaient des œufs de goélands et de canard. En poissons, en plus du saumon, il y avait de la morue et de la plie parmi ce qui était attrapé. La chasse et l'agriculture étaient non négligeables.
En 1927, il y avait désormais  entreprises de pêche dans le village. Mais en février 1930, alors que la collectivisation a commencé, le raïon d'Oust-Bolcheretsk décide de rassembler ces entreprises, et de faire de même pour les petites exploitations agricoles du village. Les habitants se sont opposés à la collectivisation pour l'agriculture, tandis que la question était plus mitigée pour la pêche. Fin 1930, seules 26 personnes avaient accepté de rejoindre le kolkhoze nouvellement créé
Le 2 mai 1931, une assemblée générale eut lieu, organisant la ferme collective Krasny Troujenik, comme orientée vers la pêche, même si ayant des parties agricoles. 
Les répressions staliniennes furent ainsi aussi présentes dans le village. En 1932, 5 personnes, identifiées comme koulaks aux yeux du gouvernement local, furent arrêtées car ne voulant pas rejoindre la ferme collective. Plusieurs, dont Charaïev, le fondateur, furent envoyés dans des camps du kraï de Khabarovsk pour construire la ville de Komsomolsk-sur-l'Amour. Il y eut une seconde vague d'arrestation par le NKVD en 1937, bien que certains furent libérés, puis une nouvelle en 1938, où de nombreux finirent par mourir dans les camps.
La Seconde Guerre mondiale se fit ressentir dans le village, avec 60 habitants qui sont partis au front, tandis que le reste de la population participait à l'effort de guerre.

### Période post-soviétique
L'économie du village a comme le reste du pays souffert pendant les années 1990, avec un déclin économique important.
En 2004, le village est devenu une municipalité rurale.

## Administration
Pendant l'époque soviétique, le village était dirigé par le président de la ferme collective.
Le village forme actuellement une municipalité rurale, avec à sa tête un chef de la municipalité et une douma, une assemblée des députés, qui possède elle aussi un président. La formation municipale fut créée en 2004, et inscrite au registre national des municipalités en 2006. Il y a sept députés dans l'assemblée, élus pour 5 ans.

Assemblée des députés depuis 2020.

Actuellement, le chef est Tatiana Viktorovna Taperetchkina, le président de l'assemblée Andreï Vladimirovitch Taperchkine. Les dernières élections ont eu lieu en septembre 2020, Russie unie remportant 4 des 7 sièges, les 3 autres pour des indépendants. Le taux de participation était de seulement 38 %. Les députés sont élus au scrutin uninominal à un tour dans une circonscription unique. Les sept ayant le plus de votes dans cette circonscription unique englobant tout le village gagne les sièges. Il y avait en 2022 505 électeurs sur la liste électorale.

## Population et société

### Démographie

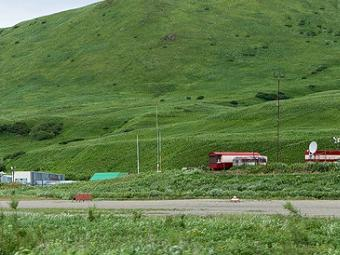
Maisons à Zaporojié.

Recensements (*) et estimations de la population,,,:
| 1907 | 1910 | 1926* | 2002 * |
| ---- | ---- | ----- | ------ |
| 16   | 24   | 228   | 760    |

| 2010 * | 2012 | 2013 | 2014 |
| ------ | ---- | ---- | ---- |
| 663    | 655  | 637  | 609  |

| 2015 | 2016 | 2017 | 2018 |
| ---- | ---- | ---- | ---- |
| 588  | 567  | 549  | 534  |

| 2019 | 2020 | 2021* | 2022 |
| ---- | ---- | ----- | ---- |
| 534  | 549  | 676   | 674  |

| 2023 | - | - | - |
| ---- | - | - | - |
| 650  | - | - | - |

En 2002, sur les 760 habitants, il y avait 86 % de Russes, soit 191 habitants, et en 2022 il y en avait deux se déclarant autochtones.
En 2022, sur les 674 habitants, il y avait 109 enfants, dont 44 jusqu'à 6 ans et 65 jusqu'à 15 ans inclus. Il y avait 450 personnes actives et 115 retraités. Il y avait 2 naissances par an, 11 morts par an, soit un accroissement naturel de -9. 19 personnes étaient arrivées au cours de l'année 2021, et 25 personnes étaient parties.

### Culture locale et services
Le village possède une école primaire, une bibliothèque, un jardin d'enfants, mais aussi un centre médical, un bureau de poste, des magasins (4) et une maison de la culture.

## Économie et transports

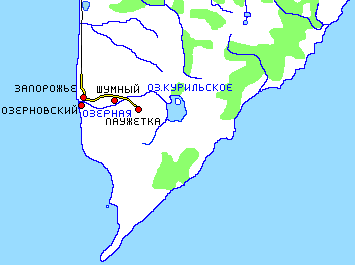
Carte du sud du Kamtchatka avec les pistes et villages proches.

Zaporojié vit principalement de la pêche, et ce depuis sa fondation. La principale entreprise est l'entreprise Kolkhoze Krasny Troujenik, existante depuis 1931 (mais privatisée aujourd'hui, successeuse du kolkhoze soviétique). Elle possède plusieurs navires, une usine de transformation du poisson, et d'autres bâtiments. Il y a aussi deux autres entreprises de transformation du poisson. Il y a en tout 20 entreprises ou instituts (écoles ou autres services) enregistrées dans le village.
En 2022, il y avait 87 personnes travaillant dans le secteur privée, 11 dans le secteur public, et 5 chômeurs. Le salaire moyen était de 87 645 roubles par an.
Le village n'est pas connecté au réseau routier du Kamtchatka à cause de son éloignement. Le village est connecté à Ozernovski par un pont, et une piste par vers les villages de Choumni, Paoujetka et vers le lac Kourile. La seule connexion vers l'extérieur est l'héliport du village d'Ozernovski, avec des vols de Petropavlovsk par Mi-8 jusqu'à l'héliport.

## Symbolisme

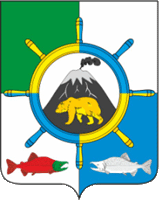
Armoiries du village sans la couronne.

Les armoiries de Zaporojié furent approuvées par la décision de l'Assemblée des députés du 29 août 2018 n°124. Elles furent créées par I. I. Rossich et par les membres de l'Assemblée des députés. Le drapeau reprend les armoiries, et les armoiries peuvent avoir une couronne.
La description de l'héraldique est décrite ainsi : « Dans un champ traversé et disséqué en quarts, deux fois argent et azur, un gouvernail (sans rayons) au-dessus de la division change de couleur de l'or en émail à l'azur en métal et rempli d'argent, dans lequel est inscrit noir avec une pointe d'argent et avec un flux de fumée noire émanant au-dessus vers la gauche, chargé par un ours d'or qui marche ; en bas se trouvent deux poissons rassemblés (saumons) : sur le à droite il est rouge avec une tête verte, et à gauche il est argenté ».
| Élément    | Attribut                             |               | Élément                                                         | Attribut |
| ---------- | ------------------------------------ | ------------- | --------------------------------------------------------------- | -------- |
| Volcan     | Volcans Kochelev et Iavinski         | Jaune         | Richesse, justice, stabilité, respect, générosité               |          |
| Saumons    | Industrie de la pêche, mer, économie | Noir          | Prudence, sagesse, liberté                                      |          |
| Ours       | Faune de la région                   | Bleue         | Sincérité, vertu, mer, rivières                                 |          |
| Gouvernail | Position du village                  | Rouge         | Travail, courage, beauté                                        |          |
|            |                                      | Couleur verte | Printemps, joie, espoir, vite, santé, abondance, nature, forêts |          |